# Gregory (Texas)
Gregory város az USA Texas államában San Patricio megyében. Lakosainak száma 1740 fő (2020. április 1.).

## Népesség
A település népességének változása:
| Lakosok száma | 2318 | 1907 | 1740 |
|               | 2000 | 2010 | 2020 |